# Bandera d'Haití
La bandera d'Haití fou adoptada el 26 de febrer de 1986, encara que el seu disseny data de principis del segle xix. Es compon de dues bandes horitzontals iguals, la superior de color blau i la inferior de color vermell. Al centre hi ha un rectangle blanc amb l'escut del país.

## Disseny
L'actual disseny va ser utilitzat per primer cop per la República d'Haití, sota el President Alexandre Pétion en 1806. Va ser readaptada de nou per l'article 3 de la Constitució actual d'Haití el 25 de febrer de 2012.

## Construcció i dimensions

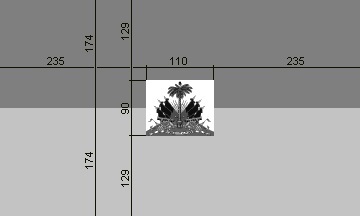
Plantilla de construcció de la bandera.

### Colors
| Model de color | Blau        | Vermell     | Blanc (escut) | Groc (escut) | Verd (escut) |
| -------------- | ----------- | ----------- | ------------- | ------------ | ------------ |
| CMYK           | 100/80/0/38 | 0/92/75/18  | 0/0/0/0       | 0/25/90/5    | 99/0/79/58   |
| RGB            | 0, 32, 159  | 210, 16, 52 | 255, 255, 255 | 241, 181, 23 | 1, 106, 22   |
| HTML           | #00209F     | #D21034     | #FFFFFF       | #F1B517      | #016A16      |

## Història
La primera bandera purament haitiana va ser adoptada el 18 de maig de 1803, a l'últim dia del Congrés d'Arcahaie, localitat al nord de Port-au-Prince. Es diu que reunits tots els líders de la revolució haitiana, Jean-Jacques Dessalines va arrencar de la tricolor francesa la part central blanca. Catalina Flon, va prendre les dues peces restants, la blava i la vermella i va cosir junts per simbolitzar la unió dels negres i mulats a Haití i crear el nou disseny de bandera de la república d'Haití.

## Banderes històriques

Bandera del període 1791-1798
Bandera del període 1803-1805
Bandera del Primer imperi d'Haití (1804-1806)
Bandera durant el règim d'Alexandre Pétion (1806-1811)
Bandera de l'Estat d'Haití durant el règim d'Henri Christophe (1806-1811)
Bandera del Regne d'Haití (1811-1820)
Bandera del període 1822-1843
Bandera del període 1843-1844
Bandera del període 1844-1849
Bandera del Segon imperi d'Haití (1849-1859)
Bandera del període 1859-1964, igual a l'actual.
Bandera durant la dictadura dels Duvalier (1964-1986)